# Генеральний секретар ООН
Генера́льний секрета́р ООН — головна адміністративна посадова особа Організації Об'єднаних Націй.

## Статус
Генеральний секретар призначається Генеральною Асамблеєю за рекомендацією Ради Безпеки. Рішенню Ради Безпеки зазвичай передують неформальні обговорення й серія рейтингових голосувань. Крім того, будь-який з п'яти постійних членів Ради може при голосуванні скористатися правом вето. Відповідно до загальноприйнятої практики генерального секретаря не обирають з представників країн-постійних членів Ради Безпеки.
Генеральний секретар ООН обирається на п'ять років з можливим переобранням на новий термін. Хоча немає жодних обмежень на кількість п'ятирічних термінів, протягом яких генсек може перебувати на посаді, досі ніхто не займав цей пост більше ніж двічі.

## Генеральні секретарі ООН
| № | І'мя                                                          | Фото | Країна                           | Початок виконання обов'язків | Закінчення        |
| - | ------------------------------------------------------------- | ---- | -------------------------------- | ---------------------------- | ----------------- |
| — | Гледвин Джебб (англ. Gladwyn Jebb, 1st Baron Gladwyn)         |      | Велика Британія (Західна Європа) | 24 жовтня 1945               | 1 лютого 1946     |
| 1 | Трюгве Хальвдан Лі (норв. Trygve Halvdan Lie)                 |      | Норвегія (Північна Європа)       | 2 лютого 1946                | 10 листопада 1952 |
| 2 | Даг Хаммаршельд (швед. Dag Hammarskjöld)                      |      | Швеція (Північна Європа)         | 10 квітня 1953               | 18 вересня 1961   |
| 3 | У Тан (бірм. ဦးသန္႕)                                            |      | Бірма (Азія)                     | 30 листопада 1961            | 1 січня 1972      |
| 4 | Курт Вальдгайм (нім. Kurt Waldheim)                           |      | Австрія (Західна Європа)         | 1 січня 1972                 | 1 січня 1982      |
| 5 | Хав'єр Перес де Куельяр (ісп. Javier Pérez de Cuéllar Guerra) |      | Перу (Південна Америка)          | 1 січня 1982                 | 1 січня 1992      |
| 6 | Бутрос Бутрос Галі (араб. بطرس بطرس غالي)                     |      | Єгипет (Африка)                  | 1 січня 1992                 | 1 січня 1997      |
| 7 | Кофі Аннан (англ. Kofi Annan)                                 |      | Гана (Африка)                    | 1 січня 1997                 | 1 січня 2007      |
| 8 | Пан Гі Мун (кор. 반기문)                                      |      | Південна Корея (Азія)            | 1 січня 2007                 | 31 грудня 2016    |
| 9 | Антоніу Гутерреш (порт. António Manuel de Oliveira Guterres)  |      | Португалія (Західна Європа)      | 1 січня 2017                 | На посаді         |

### Дивись також
- Секретаріат ООН
- Штаб-квартира ООН
- Миротворчі сили ООН
- Генеральний секретар